# Mazańcowice (gromada)
Mazańcowice – dawna gromada, czyli najmniejsza jednostka podziału terytorialnego Polskiej Rzeczypospolitej Ludowej w latach 1954–1972.
Gromady, z gromadzkimi radami narodowymi (GRN) jako organami władzy najniższego stopnia na wsi, funkcjonowały od reformy reorganizującej administrację wiejską przeprowadzonej jesienią 1954 do momentu ich zniesienia z dniem 1 stycznia 1973, tym samym wypierając organizację gminną w latach 1954–1972.
Gromadę Mazańcowice z siedzibą GRN w Mazańcowicach utworzono – jako jedną z 8759 gromad na obszarze Polski – w powiecie bielskim w woj. stalinogrodzkim, na mocy uchwały nr 15/54 WRN w Stalinogrodzie z dnia 5 października 1954. W skład jednostki wszedł obszar dotychczasowej gromady Mazańcowice ze zniesionej gminy Stare Bielsko w tymże powiecie. Dla gromady ustalono 15 członków gromadzkiej rady narodowej.
20 grudnia 1956 województwo stalinogrodzkie przemianowano (z powrotem) na katowickie.
Gromada przetrwała do końca 1972 roku, czyli do kolejnej reformy gminnej.